# Inferno (film, 2016)
Inferno je americký akční mysteriózní thriller režiséra Rona Howarda natočený v roce 2016 na motivy stejnojmenné knihy Dana Browna z roku 2013. Jedná se o pokračování filmů Šifra mistra Leonarda (2006) a Andělé a démoni (2009) a o třetí a poslední film ze série Robert Langdon. V hlavních rolích se představí Tom Hanks, který si zopakoval svou roli Roberta Langdona, dále Felicity Jones jako doktorka Sienna Brooks, Omar Sy, Sidse Babett Knudsenová, Ben Foster a Irrfan Khan.
Natáčení začalo 27. dubna 2015 v italských Benátkách a skončilo 21. července 2015 v Budapešti. Film měl premiéru 9. října 2016 ve Florencii a ve Spojených státech byl uveden 28. října 2016, deset let po vydání Šifry mistra Leonarda, ve formátech 2D a IMAX. Film získal negativní recenze kritiků, ale vydělal 220 milionů dolarů při produkčním rozpočtu 75 milionů dolarů.

## Děj
Bertrand Zobrist, miliardář a genetik, pronáší řeč o přelidnění Země a nutnosti radikálního řešení tohoto problému. Krátce poté je pronásledován ozbrojenými agenty v čele s Christophem Bouchardem. Zahnaný do kouta na věži kostela volí raději sebevraždu skokem do hloubky.

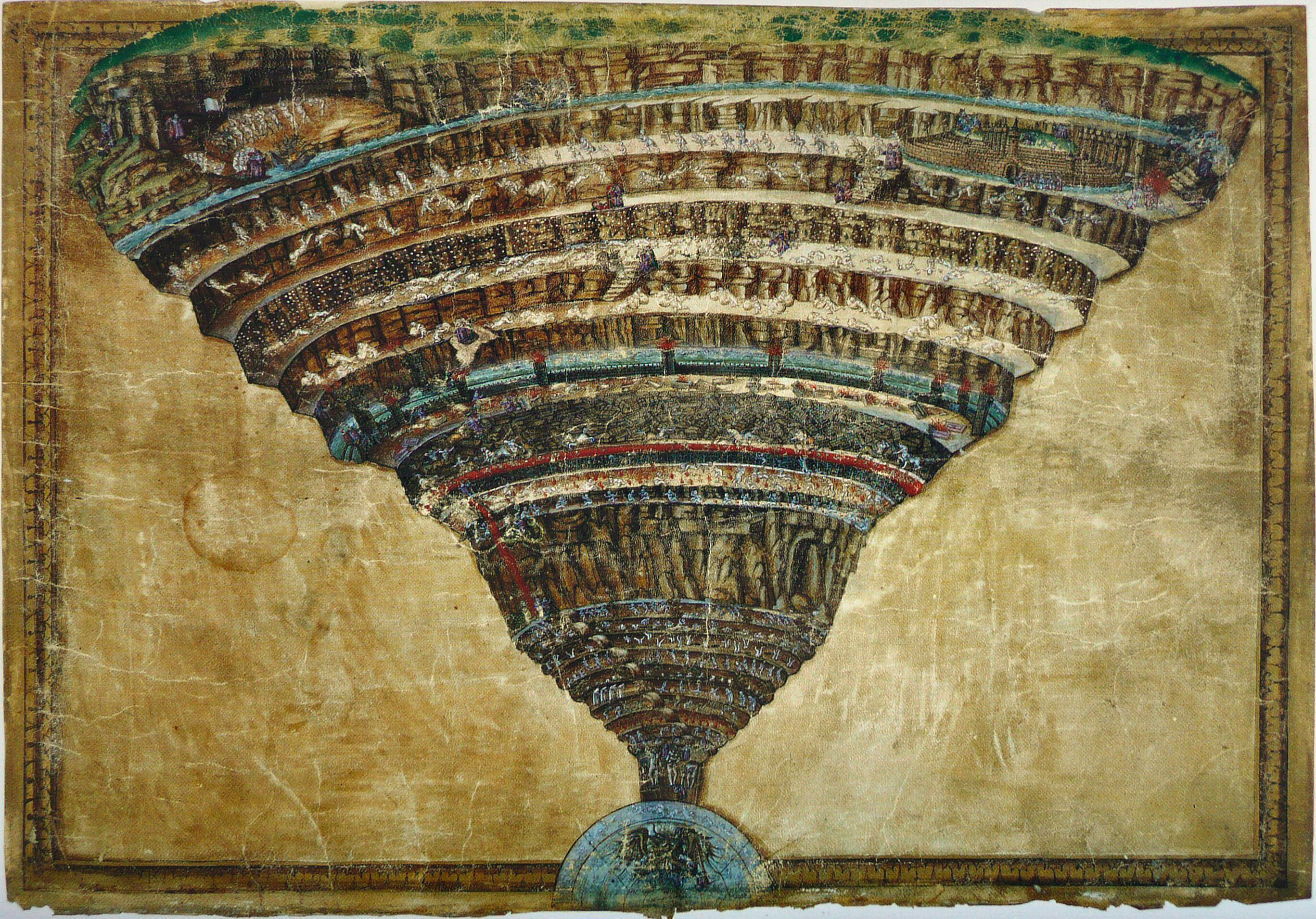
Botticelliho Mapa pekla

Profesor Harvardovy univerzity Robert Langdon se probouzí v nemocnici ve Florencii s amnézií a děsivými vizemi. Ošetřující lékařka Dr. Sienna Brooks mu sděluje, že utrpěl střelné zranění hlavy. Do nemocnice přichází údajná policistka, která zastřelí zdravotníka a ukáže se být nájemnou vražedkyní Vayenthou. Brooks pomůže Langdonovi uprchnout do svého bytu. Mezi Langdonovými věcmi objeví speciální projektor – Faradayovo ukazovátko, které promítá upravenou verzi Botticelliho Mapy pekla, inspirované Dantovým Peklem. V obraze jsou ukryty dodatečné znaky, které odkazují na Botticelliho dílo v paláci Vecchio. Zjišťují, že se jedná o první stopu ve složité hře, kterou připravil Zobrist. Mezitím je vystopují jak Vayentha, tak agenti Světové zdravotnické organizace (WHO) vedení Elizabethou Sinskey, Langdonovou dávnou láskou.
Langdon a Brooks prchají přes zahrady Boboli a tajnou chodbu Vasari do paláce Vecchio. Zde se dozvídají, že Langdon předchozí večer ukradl Dantovu posmrtnou masku společně se svým přítelem Ignaziem Busonim. Na základě Busoniho e-mailu naleznou masku v baptisteriu San Giovanni, kde objevují další vodítka vedoucí do Benátek.
Vayentha mezitím podává hlášení svému zaměstnavateli Harry Simsovi, řediteli soukromé bezpečnostní firmy "The Consortium". Když si Sims přehraje Zobristovo video určené ke zveřejnění, zjišťuje jeho skutečný plán – vypustit smrtící virus, který by vyhladil polovinu světové populace. Šokován obsahem se spojí se Sinskey, aby katastrofě zabránili.
Langdon a Brooks jsou kontaktováni Bouchardem, který tvrdí, že Sinskey je zrádkyně sledující vlastní zájmy. Spolupracují s ním, dokud Langdon neodhalí jeho skutečné úmysly – získat virus pro vlastní prospěch. Dvojice proto opět prchá. V Benátkách zjišťují, že stopy vedou do Istanbulu, kde se nachází hrob dóžete Enrica Dandola. V této chvíli Brooks Langdona opouští a přiznává, že byla Zobristovou milenkou a následovnicí. Bouchard Langdona zajme, ale Sims ho zachrání a zabije Boucharda. Vyjde najevo, že celá událost v nemocnici byla zinscenovaná – Brooks najala Simse, aby Langdona unesl a zdrogoval benzodiazepinem, což způsobilo jeho ztrátu paměti. Cílem bylo vybudovat mezi nimi důvěru.
Finále se odehrává v podzemní Bazilice Cisterně v Istanbulu, kde je virus ukryt v plastovém vaku pod vodou. Zatímco tým WHO s Langdonem, Simsem a Sinskey se snaží vak zajistit, Brooks a její spojenci se pokusí výbušninou způsobit jeho protržení a rozptýlení viru. Brooks v boji zabije Simse a pokusí se o sebevražedný útok. Exploze sice vak protrhne, ale ten je již bezpečně uzavřen ve speciálním kontejneru. Brooksini spojenci jsou zabiti a virus je zajištěn. Langdon se vrací do Florencie, aby vrátil Dantovu posmrtnou masku.

## Obsazení
- Tom Hanks jako profesor Robert Langdon, profesor symbologie na Harvardově univerzitě[6]
- Felicity Jones jako doktorka Sienna Brooks, která Langdonovi pomůže utéct[7]
- Omar Sy jako Christophe Bouchard, vedoucí týmu SRS (Surveillance and Response Support) Evropského střediska pro prevenci a kontrolu nemocí[7]
- Ben Foster jako Bertrand Zobrist, miliardář a transhumanistický vědec, který chce vyřešit problém přelidnění světa[8][9]
- Sidse Babett Knudsen jako doktorka Elizabeth Sinskey, vedoucí Světové zdravotnické organizace[7]
- Irrfan Khan jako Harry Sims, šéf Konsorcia, který pomáhá Zobristovi v jeho misi[7]
- Paul Ritter jako CRC Tech Arbogast, pravá ruka Simse
- Ana Ularu jako Vayentha, agentka Konsorcia ve Florencii, která má příkaz Langdona sledovat[9]

## Produkce
Společnost Columbia Pictures 16. července 2013 pověřila Rona Howarda režírováním čtvrtého románu Dana Browna ze série o Robertu Langdonovi s názvem Inferno, k němuž napsal scénář David Koepp. Film měla produkovat společnost Imagine Entertainment a Tom Hanks si měl opět zopakovat roli Roberta Langdona. Dne 26. srpna 2014 společnost Sony dokončila dohodu s Howardem a Hanksem a stanovila dubnový začátek produkce filmu v Itálii. Film měl společně s Howardem produkovat také Brian Grazer.
Dne 2. prosince byla zahájena jednání s Felicity Jones, že se připojí k obsazení filmu. Dne 17. února 2015 bylo odhaleno potvrzené obsazení filmu: Jones jako doktorka Sienna Brooks, Omar Sy jako Christoph Bruder, Irrfan Khan jako Harry Sims a Sidse Babett Knudsen jako Elizabeth Sinskey, vedoucí Světové zdravotnické organizace. Ben Foster byl 10. března 2015 obsazen do blíže nespecifikované záporné role, která se později ukázala jako role Bertranda Zobrista.

### Natáčení
Natáčení začalo 27. dubna 2015 v italských Benátkách a od konce dubna pokračovalo v italské Florencii. Venkovní scény s Hanksem se natáčely poblíž Palazzo Vecchio a na dalších místech v historickém centru města, a to od 2. května 2015. Některé kaskadérské scény se natáčely v bytovém domě poblíž Ponte Vecchio ve Florencii. Letecké záběry florentských památek, řeky Arno a mostů v nízké výšce byly natočeny 11. května 2015. V sekvenci v raném traileru se objevuje nápis Padovské nádraží, ale místní obyvatelé okamžitě poznali, že scéna je ztvárněna jinde. K 5. červnu 2015 se plánovalo, že většina filmu se bude natáčet v maďarské Budapešti ve studiích Korda. Natáčení skončilo 21. července 2015.

### Hudba
Hudbu složil Hans Zimmer a byla nahrána v Rakousku.

## Vydání
V červenci 2013 stanovila společnost Sony datum premiéry filmu na 18. prosince 2015. Kvůli kolizi s filmem Star Wars: Síla se probouzí však bylo datum premiéry přesunuto na 14. října 2016. Na začátku roku 2016 bylo datum premiéry posunuto o další dva týdny na 28. října 2016. Film byl vydán ve 2D i 3D formátu.
Dne 9. května 2016 vydala společnost Sony Pictures první upoutávku k film. Film měl premiéru 8. října 2016 v italské Florencii v divadle Nová opera a 13. října 2016 se díky popularitě herce Irrfana Khana konala premiéra také v Indii.

### Tržby
Film vydělal 34,3 milionu dolarů ve Spojených státech a Kanadě a 185,7 milionu dolarů v ostatních zemích, celkem tedy 220 milionů dolarů při produkčním rozpočtu 75 milionů dolarů.
Mezinárodně byl film uveden dva týdny před severoamerickou premiérou, a to na 53 trzích (asi 66 % celkového mezinárodního trhu), aby se vyhnul konkurenci Doctora Strange od studia Disney/Marvel. Ve 45 z těchto zemí skončil na prvním místě na pokladnách kin. Během prvního víkendu vydělal 49,7 milionů dolarů, z čehož 2,6 milionu dolarů pocházelo z kin IMAX, což je druhá největší částka za říjen. O druhém víkendu se film propadl o 49 % a z 58 trhů vydělal 28,9 milionu dolarů a byl překonán filmem Jack Reacher: Nevracej se.

### Přijetí a kritika
Film získal od kritiků vesměs negativní hodnocení. Na serveru Rotten Tomatoes, který shromažďuje recenze, má film na základě 253 recenzí hodnocení 23 %; průměrné hodnocení je 4,60/10. Shoda kritiků na tomto serveru zní: „Nesmyslně zběsilé a celkově plytké Inferno posouvá trilogii o Robertu Langdonovi na nové dno“. Na serveru Metacritic má film na základě hodnocení 47 kritiků 42 bodů ze 100, což znamená „smíšené nebo průměrné hodnocení“.
Britský filmový kritik Mark Kermode udělil filmu negativní hodnocení, když ho označil za „intergalakticky hloupý“. Cinema Blend napsal, že Inferno je „nesnesitelné. A přestože Inferno samozřejmě brát s rezervou, je tak absurdně hloupé a pitomé, že se tento žluklý popcornový film stává čím dál tím víc nechutným“.